# Marphysa atlantica
Marphysa atlantica är en ringmaskart som först beskrevs av Johan Gustaf Hjalmar Kinberg 1865.  Marphysa atlantica ingår i släktet Marphysa och familjen Eunicidae. Inga underarter finns listade i Catalogue of Life.